# Słonowice (województwo zachodniopomorskie)

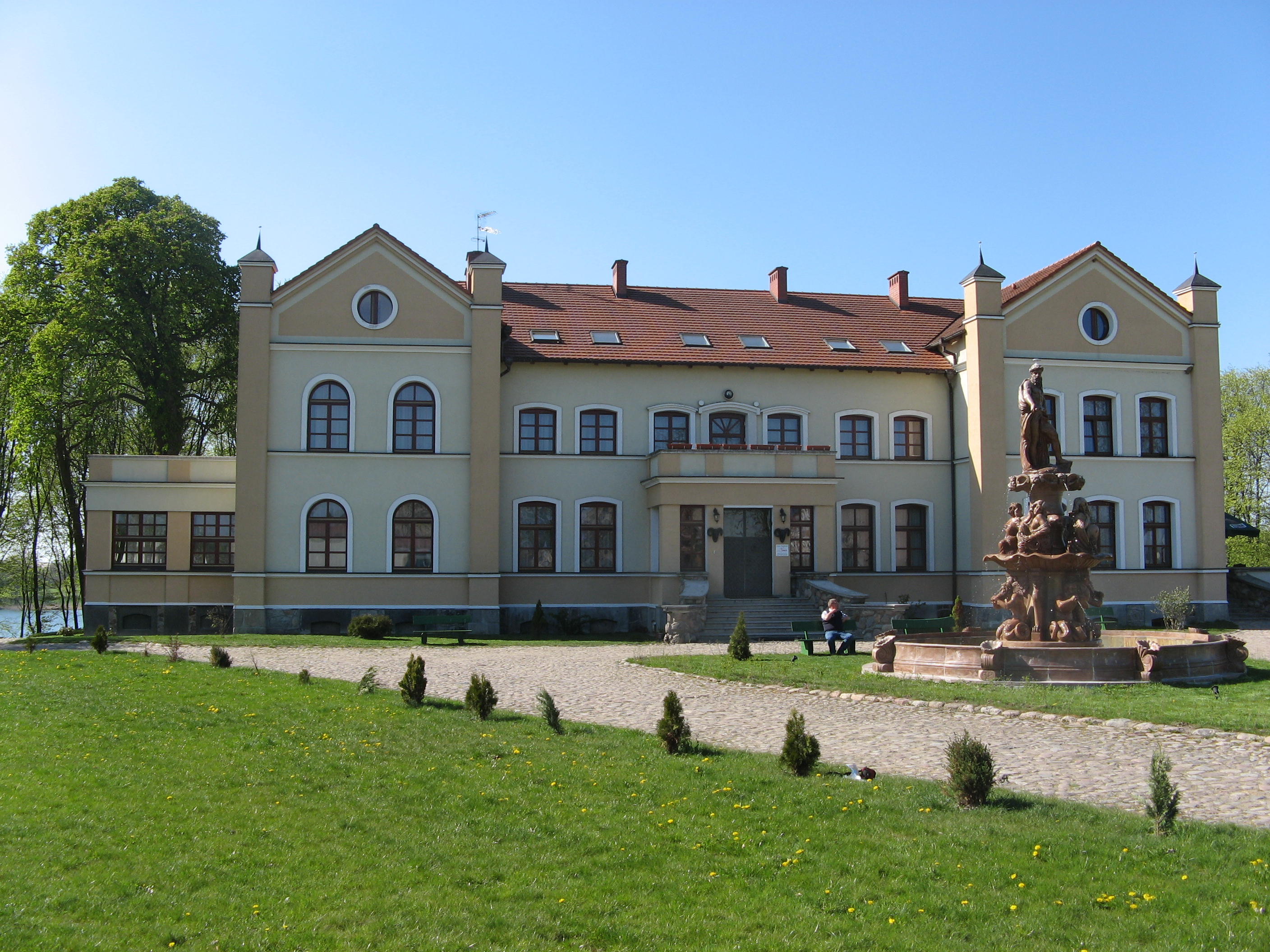
Pałac myśliwski "Anser" w Słonowicach

Słonowice (niem. Schlönwitz) – wieś w Polsce położona w województwie zachodniopomorskim, w powiecie świdwińskim, w gminie Brzeżno. 
We wsi znajduje się zabytkowy kościółek z XVIII w. Jest to budowla salowa, bez wieży, wzniesiona metodą szachulcową (tzw. mur pruski). Obok kościoła drewniana dzwonnica z dzwonem z 1925 roku. We wsi znajduje się przebudowany i wyremontowany współcześnie bez zachowania stylu architektonicznego pałac myśliwski „Anser”.